# Martha Root
Martha Louise Root (19 de agosto de 1872 – 28 de setembro de 1939) foi uma proeminente viajante e instrutora da Fé Bahá'í no final do século XIX e no início do século XX. Shoghi Effendi, o guardião da Fé Bahá'í, a caracterizou como "a principal viajante instrutora no primeiro século Bahá'í", e a nomeou, postumamente, como Mão da Causa. Conhecida por suas numerosas visitas aos chefes de Estado e outras figuras públicas, seus esforços com a Rainha Maria da Romênia foram de especial importância, tendo esta sido considerada a primeira monarca a aceitar a Fé de Bahá'u'lláh.

## Infância e Juventude
Martha Root nasceu em 19 de Agosto de 1872 no Timothy e Nancy Root em Richwood, Ohio. Ela tinha dois irmãos mais velhos, Clarence e Claude. Pouco depois de seu nascimento, sua família mudou-se para Cambridgeboro, Pennsylvania, onde seu pai administrou uma fazenda de gado leiteiro. Martha, conhecida como Mattie, não era uma garota típica, já que o seu interesse era relacionado a livros, ao invés das típicas ocupações domésticas. Quando fez 14 anos, ganhou dinheiro o suficiente com suas escritas e pôde pagar sua viagem para as Cataratas do Niágara. Martha se distinguiu no ensino médio e na faculdade, atendendo a Faculdade de Oberlin, onde projetou seus próprios programas; então prosseguiu para a Universidade de Chicago e adquiriu seu diploma em 1895.

### Carreira de Escritora
Embora tenha começado a ensinar depois de adquirir o seu diploma, Martha deixou de dar aulas para começar a escrever para jornais diferentes. No verão de 1900, trabalhou na crônica telegráfica de Pittsburg como editora, e então no outono se dedicou aos trabalhos no jornal Pittsburgh Dispatch. Começou então a escrever sobre automóveis, o que a levou a trabalhar na França, de volta para Pittsburgh.

### Introdução a Fé Bahá'í
Em 1909 conheceu Roy C. Wilhem o qual a introduziu à Fé Bahá'í ao distribuir alguns de seus livros. Enquanto pesquisava a religião, conheceu vários membros da comunidade Bahá'í, incluindo Thornton Chase e Arthur Agnew, de Chicago. Ao fim deste ano, declarou sua fé nos ensinamentos Bahá'ís e continuou escrevendo sobre o tema. Em 1909, escreveu um artigo detalhado para o Pittsburgh Post sobre a história e os ensinamentos da Fé Bahá'í. Também participou da primeira convenção anual Bahá'í, realizada em Chicago, em 1911.

### Visita de `Abdu'l-Bahá nos Estados Unidos
Durante 1911 e 1912, `Abdu'l-Bahá, o filho do fundador da Fé Bahá'í, visitou os Estados Unidos e Canadá. Martha Root participou de várias palestras de `Abdu'l-Bahá e organizou a sua própria em Pittsburgh. Durante esse tempo, Martha Root desenvolveu um câncer de mama e acabou em remissão durante muitos anos.

## Viagem e Ensino ao Mundo
Depois de encontrar com `Abdu'l-Bahá, Martha Root começou a viajar por diversas partes do mundo e tais viagens permitiram a propagação dos ensinamentos da Fé Bahá'í. Ela partiu os Estados Unidos no dia 30 de Janeiro de 1915, e depois de visitar alguns países da Europa, tentou visitar locais sagrados de Bahá'ísa na Palestina, mas foi impedida por conta dos obstáculos enfrentados durante a Primeira Guerra Mundial. Como alternativa, viajou para o Egito, onde morou por seis meses. Durante este tempo, escreveu artigos de jornal, viajou para Bombaim, Yangon, Japão, e Hawaii. No dia 29 de Agosto de 1915 voltou aos Estados Unidos, para San Francisco.
Depois do falecimento de seu pai, no dia 3 de Novembro de 1922, Martha começou a viajar novamente. Aos 50 anos, viajou para várias partes dos Estados Unidos, Canadá, Japão e China para espalhar os ensinamentos da Fé Bahá'í. Ela então viajou para Austrália, Nova Zelândia, Tasmânia, e Hong Kong, e ajudou pioneiros Bahá'ís a ensinar sobre a Fé Bahá'í. Ela depois viajou para a África do Sul, e foi a várias emissoras de rádio. Ela também estudou o Esperanto, e conheceu Lidia Zamenhof, a filha de Ludwik Lejzer Zamenhof, o criador do Esperanto, que depois se tornou Bahá'í.

### Encontro com a Rainha Maria da Romênia
Em 1923 ela foi para Bucareste e enviou à rainha uma cópia do livro "Bahá'u'lláh" e "a Nova Era". Dois dias depois da rainha receber o livro, a mesma concedeu uma audiência no palácio à Martha Root  A rainha então aceitou a Fé Bahá'í, tornando-se a primeira monarca bahá'í.

### Visita para a Terra Santa
Em 1925 Martha Root viajou para a Terra Santa Bahá'í, onde conheceu Bahíyyih Khánum e Shoghi Effendi. Esteve ainda nas Ilhas Britânicas, Alemanha, Grécia, Iugoslávia e Tchecoslováquia, mais uma vez ensinando a Fé Bahá'í. Viajou ainda para o Irã, mesmo a contragosto de Shoghi Effendi. Ainda que seu sonho fosse conhecer o Xá, Reza Pahlavi, infelizmente não conseguiu realizá-lo.

## Últimos Anos
Em 1930 almejou conhecer o Imperador Hirohito, do Japão, mas oficiais dos EUA não permitiram a visita. Ainda assim, Martha enviou alguns livros Bahá'ís e presentes ao imperador. Até quando estava doente, em 1937, continuou a ensinar, viajando para Hawaii, China e Índia. No ano seguinte, retornou ao Hawaii, onde infelizmente faleceu no dia 28 de Setembro de 1939.

## Publicações
- Root, Martha (1981). Táhirih A Pura. Los Angeles, USA: Kalimát Press. ISBN 1-890688-04-5